# Kebren
Kebren (także Cebran; gr. Κεβρήν Kebrḗn, łac. Cebren) – w mitologii greckiej bóg i uosobienie rzeki w Troadzie w Azji Mniejszej w pobliżu Troi.
Był synem Okeanosa i Tetydy oraz ojcem Asterope i Hesperii. Jego imię wymieniane jest przez Homera w Iliadzie oraz u Apollodorusa w Bibliotece i Parteniusza w Cierpieniach miłosnych.